# جاكي ليتل
جاكي ليتل (بالإنجليزية: Jackie Little)‏ (17 مايو 1912 بغيتسهيد في المملكة المتحدة - 15 أكتوبر 2007 بإبسوتش في المملكة المتحدة) هو لاعب كرة قدم بريطاني (وحمل سابقاً جنسية المملكة المتحدة لبريطانيا العظمى وأيرلندا) في مركز جناح ‏. لعب مع إيبسويتش تاون وStowmarket Town F.C. ‏.